# Onosma yajiangense
Onosma yajiangense är en strävbladig växtart som beskrevs av Wen Tsai Wang och Y. L. Liu. Onosma yajiangense ingår i släktet Onosma och familjen strävbladiga växter. Inga underarter finns listade i Catalogue of Life.